# Algonquin Round Table

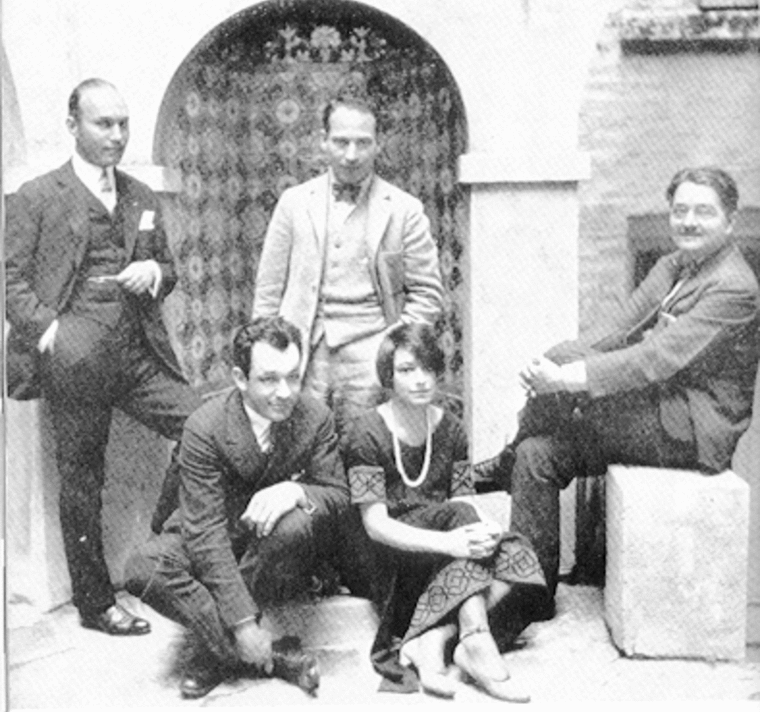
Mitglieder der Algonquin Round Table: (stehend:) Art Samuels, Harpo Marx; (sitzend:) Charlie MacArthur, Dorothy Parker und Alexander Woollcott, um 1919

Der Algonquin Round Table war ein legendärer literarischer Zirkel einer losen Gruppe von Journalisten, Literaten und Schauspielern, die sich regelmäßig im berühmten Algonquin Hotel in Manhattan, New York City, einfanden.
Im Juni 1919 trafen sich erstmals die Theaterkritikerin Dorothy Parker-Rothschild (1893–1967), der Dramatiker Robert E. Sherwood (1896–1955) und der Humorist Robert Benchley (1889–1945) im Hotel Algonquin in der Upper West Side zum Mittagessen. Sie bildeten ein literarisches Trio, das sich später Algonquin Round Table nannte. Bei den täglichen Treffen lieferten sich die Teilnehmer heiße Wortgefechte, in denen Sarkasmus und Alkohol an der Tagesordnung waren.

## Mitgliedschaft

### Regelmäßige Teilnehmer
| - Franklin Pierce Adams, Kolumnist - Robert Benchley, Humorist und Schauspieler - Heywood Broun, Kolumnist und Sportjournalist - Marc Connelly, Dramatiker - George S. Kaufman, Dramatiker und Regisseur | - Dorothy Parker, Theaterkritikerin, Schriftstellerin und Drehbuchautorin - Harold Ross, Journalist und Herausgeber der The New Yorker - Robert E. Sherwood, Autor und Dramatiker - John Peter Toohey, Publizist - Alexander Woollcott, Kritiker und Journalist |

### Unregelmäßige Teilnehmer
| - Tallulah Bankhead, Schauspielerin - Jane Grant, Journalistin und Feministin - Ruth Hale, Journalistin und Feministin - Beatrice Kaufman, Herausgeberin und Dramatikerin - Harpo Marx, Komiker und Schauspieler - Neysa McMein, Illustratorin | - Donald Ogden Stewart, Dramatiker und Drehbuchautor - Deems Taylor, Komponist - Edna Ferber, Schriftstellerin - Ina Claire, Schauspielerin - Douglas Fairbanks senior, Schauspieler und Produzent |

## Trivia
- Die regelmäßigen Treffen und seine prominenten Teilnehmer sind der Grund, dass das Hotel mittlerweile zum Kulturerbe der Stadt New York gehört.[1]
- An dem Hotel befindet sich heute eine Gedenktafel mit einem Zitat des Theaterkritikers Brooks Atkinson:

„Die Persönlichkeiten, die hier zusammenkamen, veränderten durch ihre Schöpfungen das US-amerikanische Verständnis davon, was eine Komödie ausmacht, grundlegend und brachen einer neuen Etappe in den Künsten und im Theater Bahn.“

## Filmografie
- 1987: The Ten-Year Lunch (Dokumentarfilm)
- 1994: Mrs. Parker und ihr lasterhafter Kreis (Mrs. Parker and the Vicious Circle, Drama)